# Aphis madderae
Aphis madderae är en insektsart som beskrevs av Robinson 1979. Aphis madderae ingår i släktet Aphis och familjen långrörsbladlöss. Inga underarter finns listade i Catalogue of Life.